# Fritz Meyer (højesteretsdommer)
 Der er flere personer med dette navn, se Fritz Meyer.
Fritz Meyer (12. december 1817 på Jægerspris Slot – 4. april 1891 på Frederiksberg) var en dansk højesteretsassessor, far til Emma og Jenny Meyer.

## Karriere
Fritz Meyer var en søn af inspektør på Jægerspris Gods Johann Adolph Meyer (3. december 1780 – 7. april 1849) og Cæcilie Birgitte f. Jacobsen (8. december 1796 – 20. august 1867). Hans fader var søn af præst i Arnæs Friedrich Meyer og hustru Ulrica Sophia Hansen, der også var forældre til den kontroversielle sønderjyske præst Frederik Marquard Meyer (1769-1864). Fritz Meyers søster Jenny Meyer (1824-1905) var mor til arkitekt og professor Arnold Krog (1856-1931).
Han fødtes på Jægerspris 12. december 1817, blev 1836 student fra Sorø Akademi, 1842 juridisk kandidat, udfoldede i de følgende år en betydelig og meget skattet virksomhed som juridisk manuduktør, var tillige fra 1844 volontær i Danske Kancelli, fra 1848 kancellist i Justitsministeriet og blev i begyndelsen af 1852 udnævnt til fuldmægtig sammesteds, men havde allerede dengang i nogle måneder fungeret som medlem af Overjustitskommissionen for Hertugdømmet Slesvig og blev i maj 1852 udnævnt til medlem af Appellationsretten i Flensborg, i hvilken stilling han forblev, indtil han under okkupationen i 1864 blev fordreven der fra. 1865 blev han medlem af den midlertidige kongelige Overjustitskommission for de tidligere til Hertugdømmet Slesvig hørende distrikter, der ifølge fredstraktaten var forblevet ved den danske stat. 1866 blev han assessor i Landsover- samt Hof- og Stadsretten, og fra 1868 til sin død, 4. april 1891 på Frederiksberg, var han assessor i Højesteret. Fra 1871 var han desuden censor ved de juridiske eksaminer og fungerede i sine sidste leveår som censorernes formand. 1871 indvalgtes han i bestyrelsen for Soransk Samfund.

## Dansk patriot
Meyer, der 1856 blev Ridder af Dannebrog, 1877 Dannebrogsmand, 1881 Kommandør af 2. grad af Dannebrog og 1886 fik samme ordens 1. grad, var en fortrinlig begavet mand, der med en klar forstand og udmærkede juridiske kundskaber forenede en høj grad af flid, praktisk talent og dygtighed. Disse egenskaber i forbindelse med hans trofaste og opofrende karakter og varme patriotisme skaffede ham da også under hans ophold i Flensborg en fremragende stilling dels som medlem af Appellationsretten, dels som et slags bindeled imellem regeringen og de sønderjyske patrioter. Ligesom hans virksomhed i disse år vel overhovedet må betragtes som den betydningsfuldeste, hvor stor anseelse han end nød i sine senere embedsstillinger, således vedblev den slesvigske sag lige til hans død at være hans livssag.

## Familie
24. juni 1855 ægtede han i Vinderød Kirke Marie Frederikke Dalberg (1. marts 1832 i Frederiksværk – 27. februar 1917 på Frederiksberg), en søster til generalmajor C.A.S. Dalberg og datter af Carl Gunder Dalberg.
De fik 6 børn:
- Marie Albertine Cecilie Meyer (1857-?)
- Julie Elisabeth Meyer (1858-?)
- Malerinden Emma Eleonore Meyer (1859-1921)
- Carl Adolph Meyer (1861-?)
- Nanna Mathilde Meyer (1863-1954, gift 1888 med dommer John Finsen (1860-1930) og mor til arkitekterne Arne Finsen & Helge Finsen)
- Malerinden Jenny Sophie Meyer (1866-1927)

Fritz Meyer er afbildet på xylografi af Holstebrosagen for Højesteret 1886 efter tegning af Knud Gamborg.
Fritz Meyer er begravet på Solbjerg Parkkirkegård.